# Schwarzhausen

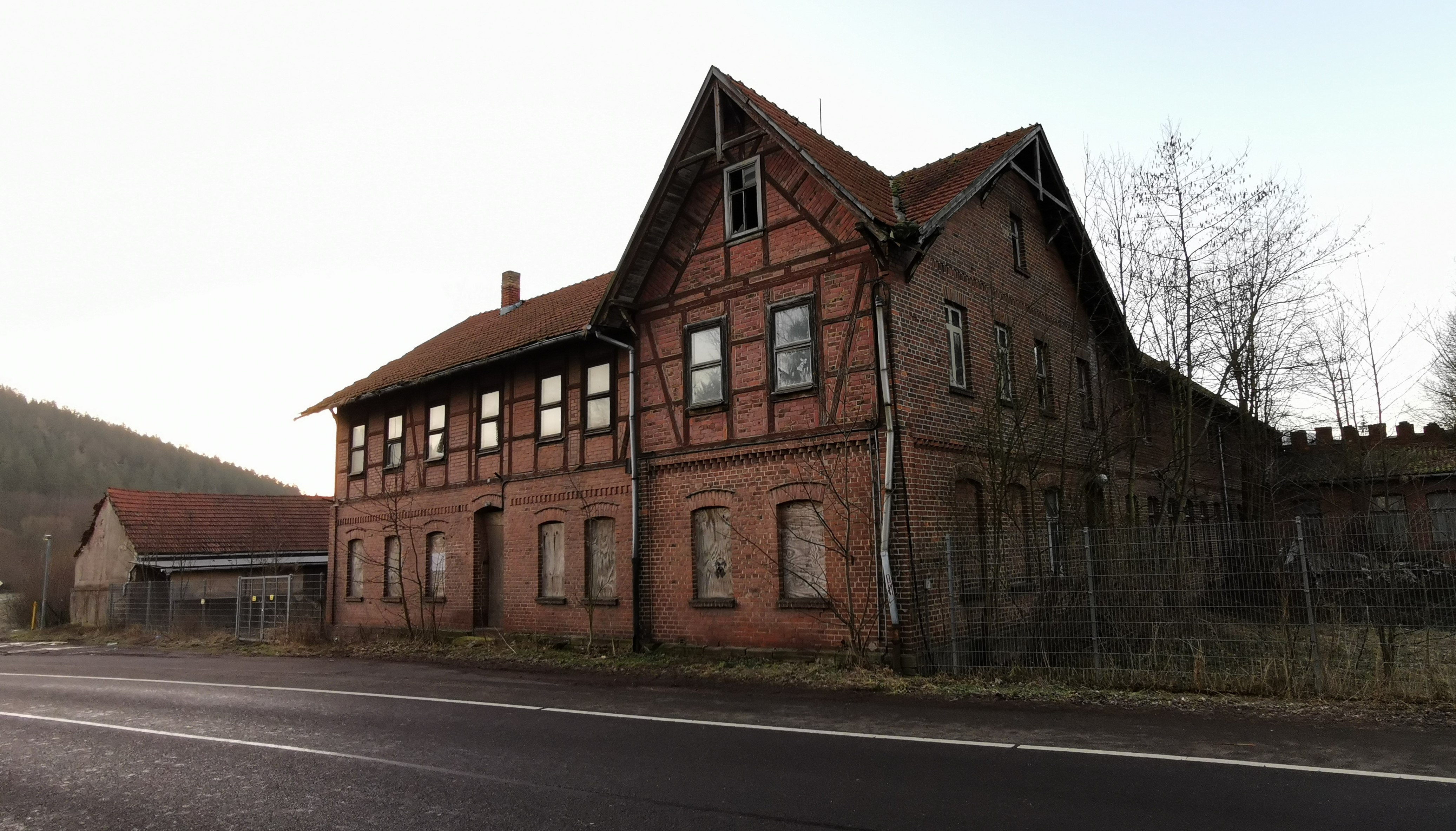
Ortseingang Schwarzhausen 2021

Schwarzhausen ist ein Ortsteil von Waltershausen im Landkreis Gotha in Thüringen.

## Geografie
Schwarzhausen liegt am Nordwestrand des Thüringer Waldes im Tal der Emse in Talkessellage. Die umliegenden Berge sind der Grübelsberg im Südosten (444 m ü. NN), der Dachskopf im Osten (431 m ü. NN), der Deuberg im Norden (392 m ü. NN) und der Galgenkopf im Südwesten (426 m ü. NN). Der aus dem im westlich liegenden Schmerbach kommende Schmerbach (in vielen Karten findet sich die Bezeichnung „Schmerlingsbach“, die auf eine Überlegung von Pfarrer Dr. Berbig zurückgeht, jedoch grundlegend falsch ist!) mündet an der Grenze zum Wartburgkreis in die Emse. Der Schmerbach (von smer = fettig, schmierig) ist Namensgeber des Nachbarortes Schmerbach.
Durch den Ort führt die B 88 von Friedrichroda nach Wutha-Farnroda sowie die L 1027, die den Ort mit Steinbach verbindet. Außerdem ist der Ort über eine Kreisstraße mit Sättelstädt und der dort gleichnamigen AS der A 4 verbunden.

## Geschichte
Die Ursprünge Schwarzhausens liegen in einer fränkischen Siedlung zur Sicherung der durch den Ort laufenden fränkischen Heeresstraße des 5. Jahrhunderts. Schwarzhausen wurde urkundlich bereits zwischen 780 und 802 als Suarzaloheshusen erstmals erwähnt. Die Ersterwähnungsurkunde datiert aus dem Zeitraum 780 bis 802, sodass das Jahr 787 ein „ausgewürfeltes“ Jubiläumsjahr war und rein wissenschaftlich nicht bewiesen werden kann. 1987 feierten die Bürger das 1200-jährige Bestehen des Ortes eine Woche lang. Der Ort an der historischen Schweinaer Handelsstraße (die sogenannte Weinstraße = falsche Übersetzung ins Hochdeutsche von "Wäähnstraße" = mundartlich für Wagenstraße) durch den Thüringer Wald war teilweise im Besitz des Klosters Fulda und kam, nach mehrmaligen Besitzerwechseln 1458, mit anderen Orten, in den Besitz der Herren von Uetterodt.

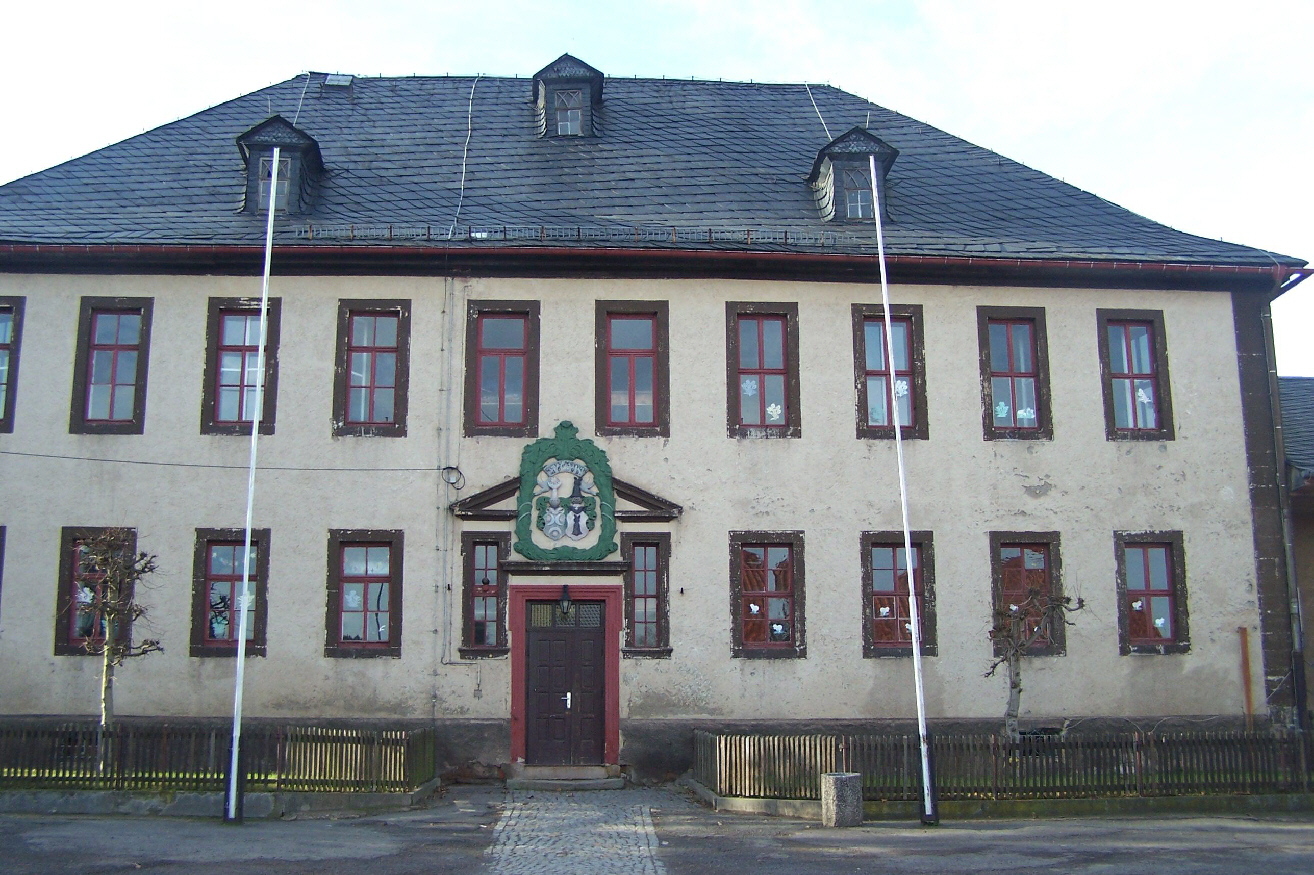
Schloss Schwarzhausen

An Stelle des 1699 errichteten Schlosses stand bereits vorher eine befestigte Anlage. Neben Forst- und Landwirtschaft sowie Leinenweberei hatte in früherer Zeit insbesondere das Fuhrwesen große wirtschaftliche Bedeutung am Ort. Weberei und Fuhrwesen erlebten zu Beginn des 19. Jahrhunderts einen Niedergang, danach fanden viele Einwohner in der Hanfverarbeitung (Spritzenschläuche, Gurte) ihr Auskommen. Im Schloss entstand 1840 eine Wollkämmerei, die bis zu 200 Arbeitsplätze bot, jedoch 1868 nach Ohrdruf verlegt wurde. Seit 1869 wurde, nach erfolgtem Umbau, das Schloss als Schulhaus genutzt.
Fast jede Familie des Ortes betrieb in den vergangenen Jahrhunderten eine sogenannte Nebenerwerbslandwirtschaft zur eigenen Versorgung. Nur sehr wenige Einwohner lebten direkt von einer eigenen Landwirtschaft, da die Böden meist karg waren. Nach Ende des 2. Weltkrieges wurden viele "Umsiedler" im Dorf aufgenommen. Ein Teil der Bevölkerung profitierte auch von der 1945 vorgenommenen Bodenreform (Ländereien des ehemaligen herzoglichem Gutes und der Ländereien der Familie von Wangenheim). Jedoch erst die in den 1960er Jahren vorgenommene Kollektivierung der Landwirtschaft brachte für diesen Erwerbszweig den fruchtbringenden Segen, durch Einsatz geeigneter Maschinen und die weitgehende Umstellung auf Weidewirtschaft auf Schwarzhäuser Flur. Die früher sehr schwere Arbeit auf Wiesen und Feldern, hatte durch diese vortreffliche und weitsichtige Umgestaltung endlich ein Ende gefunden. Glücklicherweise werden auch heute noch die Wiesen und Felder durch eine Agrargenossenschaft bewirtschaftet.
Die Schwarzhausener Einwohner arbeiteten außerdem auch in den Industriebetrieben im nahen Ruhla und Seebach, wo Pfeifen und Uhren hergestellt wurden. Um 1900 entstanden eine Drahtweberei und eine Blechfabrik. Zu DDR-Zeiten gab es eine Vielzahl von Betrieben, die auch den Einwohnern aus umliegenden Gemeinden Arbeitsplätze boten, wie die sogenannte "Hosenfabrik" – Teilbetrieb des VEB Herrenmoden Erfurt, VEB Metallwaren Schmerbach – Werk Schwarzhausen, VEB Schalterbau Ruhla, VEB Thermoplast und andere. Infolge der Auflösung der DDR wurden viele Arbeitsplätze reduziert und letztlich, bis auf die Firma Thermoplast, alle liquidiert, sodass fast alle Arbeitsplätze verloren gingen. Das 1993 eröffnete Gewerbegebiet bietet heute nur einen Bruchteil der Arbeitsplätze, welche es vor 1990 im Ort gab. Mit der sogenannten "Wende" brach auch der Fremdenverkehr mit Übernachtungen in Schwarzhausen gänzlich ein.
1996 wurde Schwarzhausen durch Zusammenschluss mit drei umliegenden Gemeinden Ortsteil der Einheitsgemeinde Emsetal. Diese wurde am 31. Dezember 2013 aufgelöst und nach Waltershausen eingemeindet.

## Kultur und Sehenswürdigkeiten

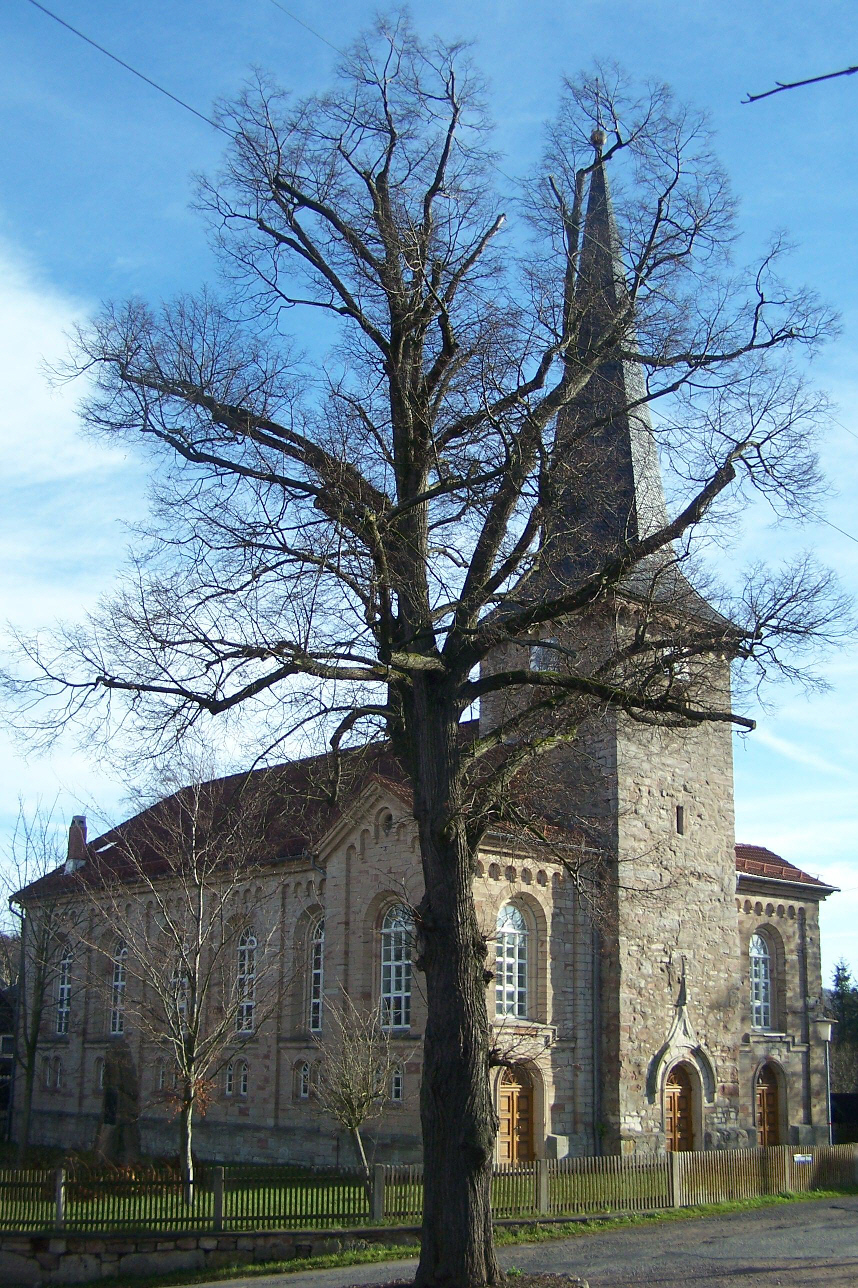
Die Kirche

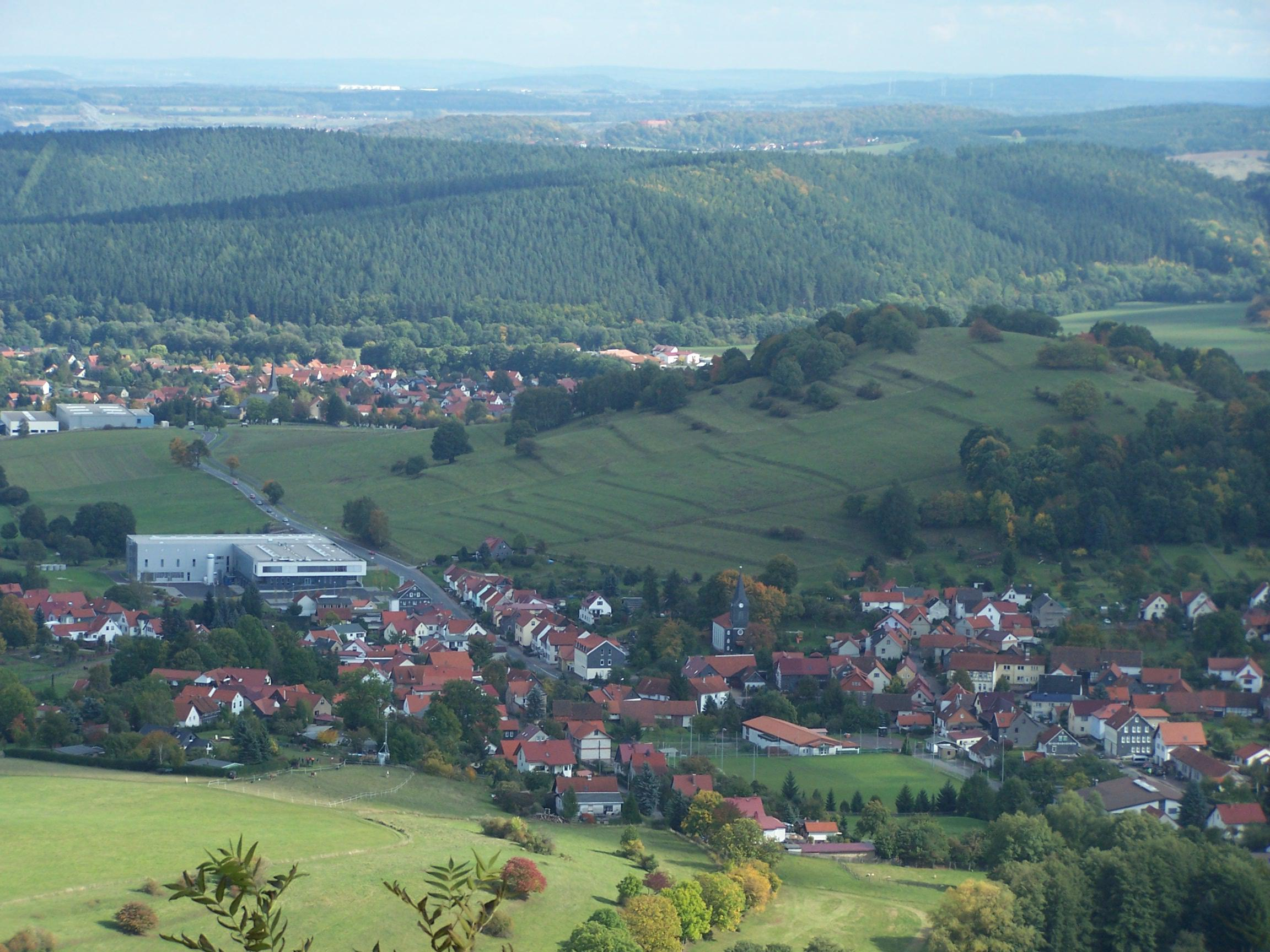
Das Emsetal bei Schwarzhausen

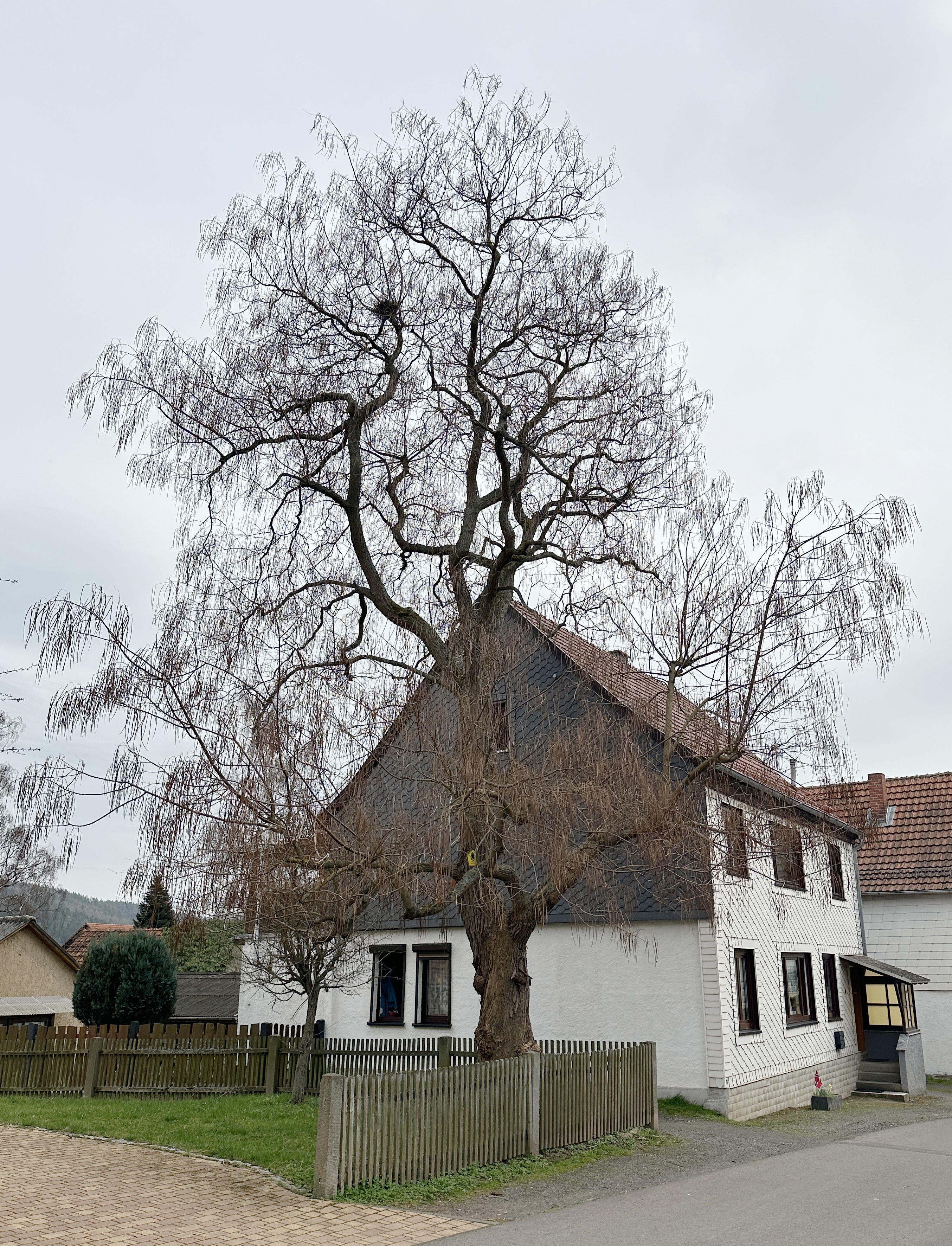
Naturdenkmal Trompetenbaum

### Kirche St. Peter und Paul
Vermutlich soll ab 1039 unweit der heutigen Kirche auf dem Gelände der heutigen Wintersteiner Straße 2 eine Kapelle gestanden haben. In dieser Zeit gab es neben der Kapelle in Langenhain und Sättelstädt nur noch die berühmte Kapelle am Glasbach am Rennsteig, die 1521 aufgegeben wurde. Bereits von 1450 bis 1456 errichtete man am heutigen Standort der Kirche (Lage→) einen Vorgängerbau, dessen Turm 1505 fertiggestellt wurde. Nach Beschädigungen im Dreißigjährigen Krieg wurde die Turmkugel mehrfach repariert, von denen die von 1724 und 1753 belegt sind. Die Kirche hat über doppelgeschossige Emporen verfügt und trug ein hohes Spitzdach, in der Mitte von vier weiteren Türmchen (Siehe Beispiele Kirchen in Mechterstädt) (→ Bild) und Teutleben (→ Bild). 1848 wurde sie bis auf den Turm abgerissen und das Baumaterial verkauft. Zum neuromanischen Neubau wurde am 6. Mai 1849 der Grundstein gelegt. Am 21. Juli 1850 war Kirchweihe. Die alte Turmspitze wurde wegen Baufälligkeit bereits 1823 abgerissen und der Turm 1840 in der heutigen Form gestaltet, ohne die flankierenden Türmchen. Die Kirche beinhaltet einen Flügelaltar von Anfang des 16. Jahrhunderts, welcher aus der Vorgängerkirche stammt, sowie eine an der Südwand eingelassene Relieftafel von 1522, die das Schweißtuch der Veronika zwischen den beiden Patronatsfiguren Petrus und Paulus zeigt. Auch den Taufstein von 1623 hatte man aus der alten Kirche gerettet, der das Monogramm von Hans Friedrich von Uetterodt rägt. Die Knauf-Orgel wurde 1858 eingebaut. In den vergangenen Jahren wurde der Kirchturm restauriert und mit Spenden der Gewerbetreibenden die Kirchturmuhr überholt und auf den neuesten technischen Stand gebracht. Kurios ist die Tatsache, dass der Kirchturm Eigentum der Gemeinde und das Kirchenschiff Eigentum der Kirche ist.

### Weitere Sehenswürdigkeiten
- Schloss
- Fachwerkbau Altes Amt
- Oeconomiehaus am Deuberg
- Fachwerkbau Kaisershaus
- ehemaliges Altenheim in der Wintersteiner Straße – heute „Am langen Feld“[8]

### Kultur
Alljährlich finden an den romantisch gelegenen Schlossteichen die Schlossteichfeste der verschiedenen Vereine statt, z. B. das Alphorntreffen.

## Persönlichkeiten
- Paul Baethcke (* 1850 in Reckenthin; † 1936), war  von 1877 bis 1890 Pfarrer des Ortes, widmete sich ab 1892 besonders der systematischen Ausgrabung der Ruine des Zisterzienserklosters Georgenthal. Die Gemeinde Georgenthal hat eine Straße nach ihm benannt. Eines seiner Werke ist Die Roteln von Admont in Mitteilungen der Vereinigung für Gothaische Geschichte und Altertumsforschung, 1905, Verlag Thienemannsche Hofbuchhandlung, Gotha
- Georg Christoph von Utterodt (~1650–1714), Gutsherr in Schwarzhausen